# ویکتورس شرباتیس
ویکتورس شرباتیس (لتونیایی: Viktors Ščerbatihs؛ زادهٔ ۶ اکتبر ۱۹۷۴) سیاستمدار و وزنه‌بردار سابق اهل لتونی است.
وی در مسابقات کشوری و بین‌المللی در مجموع برندهٔ ۶ مدال طلا، ۲ مدال نقره، ۷ مدال برنز شده‌است.